# Бабатанги
Бабатанги (дари باباتنگی) — кишлак на северо-востоке Афганистана, в вилаяте (провинции) Бадахшан. Входит в состав района Вахан.

## Географическое положение
Бабатанги расположен на северо-востоке Бадахшана, в высокогорной местности, на левом берегу реки Вахандарьи, на расстоянии приблизительно 206 километров к востоку от города Файзабада, административного центра вилаята. Абсолютная высота — 3124 метра над уровнем моря. Ближайшие населённые пункты — кишлак Кизгит (выше по течению Вахандарьи), кишлак Саргаз (ниже по течению Вахандарьи).

## Население
На 2003 год население составляло 156 человек (84 мужчины и 72 женщины). Дети в возрасте до 15 лет составляли 45 % от общего количества жителей кишлака. В национальном составе преобладают ваханцы.